# Wereldreiziger
Een wereldreiziger (Engels: Globetrotter) is iemand die ofwel uit persoonlijk initiatief dan wel in groepsverband een reis rond de wereld maakt. Als eerste wereldreiziger wordt Ferdinand Magellaan gezien, hoewel hij stierf voordat hij terugkeerde. Uit zijn gezelschap waren Juan Sebastián Elcano en de bemanning van het schip Victoria de eersten die daadwerkelijk een wereldreis maakten. 
De wellicht bekendste wereldreiziger is het personage Phileas Fogg in het boek De reis om de wereld in tachtig dagen (1873) van de Franse schrijver Jules Verne.
Moderne wereldreizigers maken in sommige gevallen gebruik van een Round-the-world ticket om een gehele reis om de wereld kan maken, omdat verschillende delen van de reis via land verlopen.

## Bekende wereldreizigers
- Johann Georg Adam Forster
- Michael Palin